# Shawn Atleo

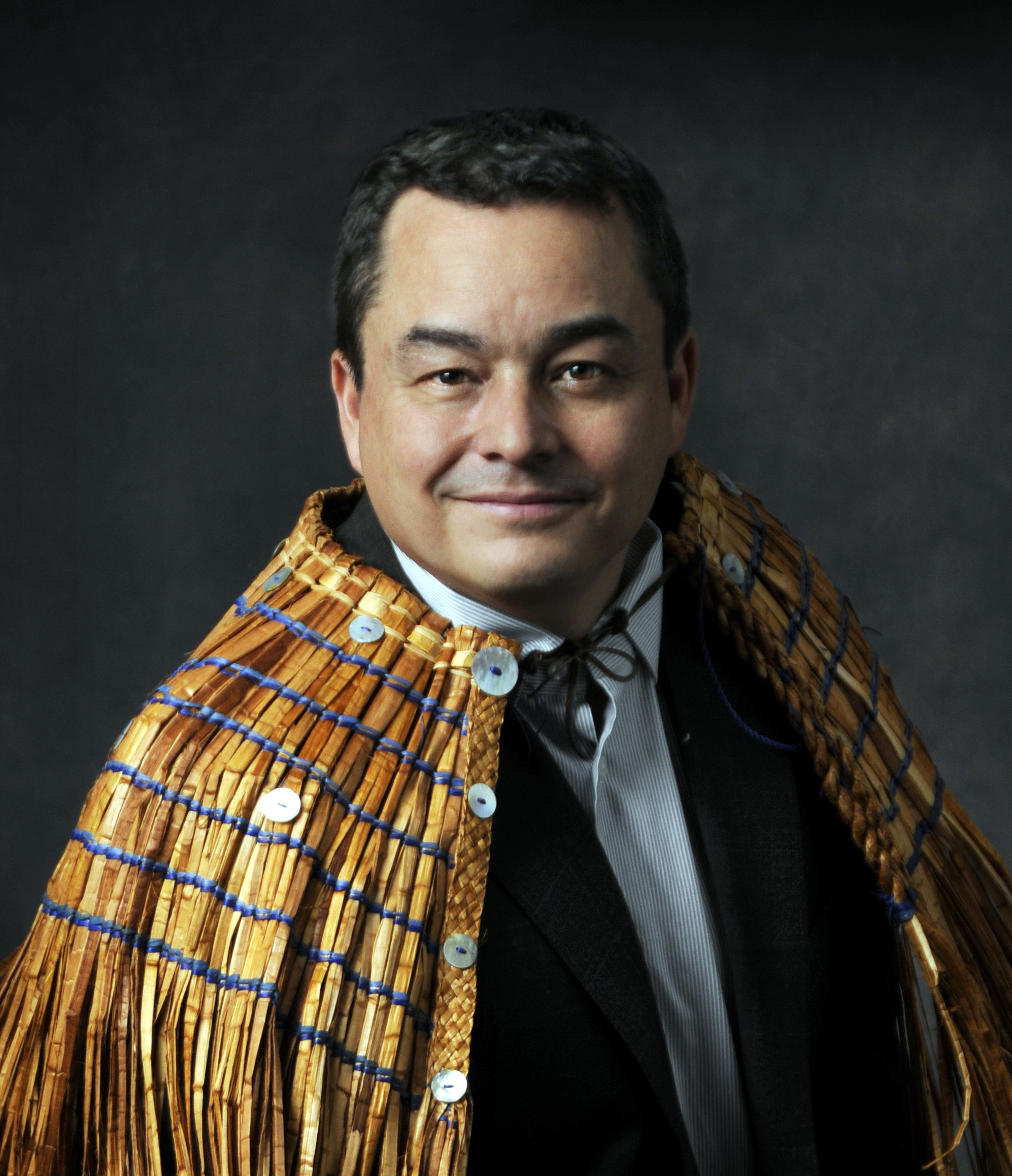
Atleo im traditionellen Holzfaserhabit der Ahousaht (2009)

Shawn A-in-chut Atleo, kurz Shawn Atleo (* 16. Januar 1967 in Vancouver), ist ein kanadischer Politiker. Er ist Angehöriger der Ahousaht und war von 2009 bis 2014 National Chief bzw. Chef national der Versammlung der First Nations.

## Leben
Atleo ist seit 1999 Erbhäuptling (hereditary chief) der Ahousaht, die an der Westküste von Vancouver Island, insbesondere auf Flores Island leben, und folgte darin seinem Vater. Atleo entstammt einer Häuptlingsfamilie, die sich 26 Generationen zurückverfolgen kann. Atleo, der Ururgroßvater des Ahousaht-Häuptlings Sam, hatte eine Vision während der Jagd im Tofino Inlet. Ein Otter verwandelte sich in einen Adler.
Er machte in seiner Kindheit auf Flores Island vor der Westküste Vancouver Islands Erfahrungen mit Armut, die ihn tief geprägt haben. Schlecht dem extrem feuchten Klima der Westküste angepasste Behausungen und Selbstmorde unter seinen Freunden verstärkten seine Haltung, für bessere Bildung und Behausung, gegen Armut und Krankheit anzugehen. Seine Eltern beschlossen, die Insel zu verlassen. Atleo zog insgesamt 34 mal um, bevor er seinen Highschool-Abschluss machte. Auf dieser Schule lernte er seine spätere Frau Nancy kennen. Zusammen mit ihr hat er zwei erwachsene Kinder und lebt in Nanaimo.
Atleo besaß ein Café am Commercial Drive in Vancouver, doch wurde er innerhalb eines Jahres von Starbucks verdrängt. Er zog in die Lobby des Campus des British Columbia Institute of Technology, wo er fünf Jahre lang sein Unternehmen erfolgreich führte, bevor er es an seinen Manager verkaufte.
Atleo schloss 2003 sein Studium der Erwachsenenbildung an der University of Technology im australischen Sydney ab, das er als Online-Fernstudium absolvierte. Ab 2004 saß er im AFN Executive Committee, dem Exekutivrat der Versammlung der First Nations.
2008 wurde er zum Kanzler der Vancouver Island University, und damit zum ersten indigenen Kanzler in der Provinz, ähnlich wie sein Vater der erste promovierte Indianer an der University of British Columbia gewesen war.
2005 ging durch ein Übereinkommen der BC First Nations Leadership Council aus dem Regional Chief, der Union of BC Indian Chiefs und dem First Nations Summit hervor. Damit konnte die Uneinigkeit der drei indianischen Organisationen der Provinz weitgehend aufgehoben werden. Vor seiner Wahl zum Leiter der AFN war er ihr regionaler Führer in der Provinz British Columbia und er wurde 2006 von den 203 Häuptlingen der Provinz erneut in dieses Amt gewählt.
Atleo war an der Erklärung über die Rechte der indigenen Völker der Vereinten Nationen beteiligt und eine der treibenden Kräfte, die das Thema der Residential Schools, auf die Tagesordnung setzten, und für die sich Premier Stephen Harper im Juni 2008 offiziell entschuldigte. Diese Entschuldigung für die schlechte Behandlung der Kinder der Ureinwohner in den für sie eingerichteten, internatartigen Schulen – mehrere tausend Klagen sind hier anhängig – hörte sich Atleo zusammen mit seiner 87-jährigen Großmutter an.
Den Slogan für seine Wahlkampagne um die Leitung des AFN – It’s Our Time – formte er nach dem Vorbild Barack Obamas, der mit Yes we can seine Wahl betrieben hatte. Ähnlich wie der US-Präsident wurde er überwiegend von Jüngeren unterstützt. Nach seiner Aussage sind 54 % der Indianer Kanadas nach 1984 geboren, und Kanada sollte diesen „Tsunami der Jugend“ mit Bildung, Ausbildung und Arbeitsplätzen umfassen. Damit wandte er sich auch gegen die massive Einwanderungsförderung einiger Provinzen, die zudem die Löhne sinken ließ.
Bei der Wahl setzte er sich gegen Perry Bellegarde, den Grand Chief of the Federation of Saskatchewan Indian Nations, nach acht Wahlrunden in 22 Stunden durch. Seine Wahl durch die 553 anwesenden (von 639) Häuptlinge (chiefs) nahm er in der Sprache der Ahousaht an. Atleo galt als Exponent der Gruppen, die auf Bildung, Sprachenvielfalt, Geschichte, Unterricht und Kulturwerte setzten, während Bellegarde, Häuptling der Little Black Bear First Nation in Saskatchewan, eher die ökonomische Stärkung vertrat. Atleo konzedierte vor der Versammlung: „Wir wissen, wirtschaftliche Unabhängigkeit ist politische Unabhängigkeit. Wirtschaftliche Macht ist politische Macht.“
Nach der Wahl galt sein erster Besuch einem Stamm in Saskatchewan, der Carry the Kettle First Nation. Damit brachte er seinen Respekt gegenüber dem in der Wahl Unterlegenen zum Ausdruck, aber auch seinen Willen, mit den sogenannten Treaty Indians eng zusammenzuarbeiten, den Stämmen also, die einen der nummerierten Verträge mit Kanada unterzeichnet haben.
Ende August 2009 scheiterten die seit Jahren vorbereiteten, und von Atleo besonders betriebenen Verhandlungen über die Landnutzungsrechte der First Nations in British Columbia, die in ein Recognition and Reconciliation Act, in ein Anerkennungs- und Versöhnungsgesetz münden sollten. In British Columbia bestehen nur wenige Verträge mit den First Nations, im Gegensatz zu den meisten anderen Provinzen. Ein Teil der Stämme in der Provinz entzog den Unterhändlern offenbar die Unterstützung, ein Teil der Unternehmen entzog diese den Unterhändlern der 2010 wiedergewählten liberalen Regierung von Premierminister Gordon Campbell.
Im Juli 2012 setzte er sich im dritten Wahlgang gegen sieben weitere Kandidaten um den Vorsitz im AFN mit 67 % der Häuptlinge des Landes durch. Zweitstärkste Kandidatin war Pamela Palmater, eine Angehörige der Mi’kmaq von der Ostküste.
Atleo engagiert sich als Ratsmitglied des World Future Council für die Rechte zukünftiger Generationen.
2014 folgte ihm der 2009 unterlegene Perry Bellegarde übergangsweise im Amt des Grand Chief, nachdem Atleo wegen einer Kontroverse um Bill C-33 des Indian Act zurückgetreten war, in dem die Kontrolle über den Zugriff indigener Bildung durch die Regierung Harper verändert werden sollte. Sein politischer Kurs galt seinen Gegnern als zu eng mit dem der Regierung verbunden.